# Мар'їна Роща (платформа)
Мар'їна Роща (рос. Марьина Роща) — зупинний пункт Ризького напрямку МЗ та Олексіївської сполучної лінії у складі ліній МЦД-2 та МЦД-4 Московських центральних діаметрів. 
Розташований між станціями Дмитрівська, Москва-Станколіт та Ризька. 
Станція для поїздів МЦД-2 відкрита 2 березня 2023 
.

## Опис
Будівництво станції почалося у 2020 
.. 
На першому етапі будівництва зведено платформу для лінії МЦД-2 з навісом на всю довжину та критий надземний пішохідний перехід. 
У вересні 2023 планується завершення будівництва ще однієї ідентичної платформи для поїздів МЦД-4 
..

## Пересадки
- Автобуси : м53, 126, с484, с511, 519, 524, с532, с538, т18, т42, н6
- Мар'їна Роща
- Мар'їна Роща